# Frank Mackey
Frank Jay Mackey (Gilboa, 20 maart 1852 - Minneapolis, 24 februari 1927) was een Amerikaans polospeler.

## Biografie
Mackey nam deel aan de Olympische Zomerspelen van 1900 in Parijs als lid van een gemengde poloploeg bestaande uit Britten en Amerikanen. Hij en zijn ploeg behaalden de gouden medaille.

## Belangrijkste resultaten

### Olympische Zomerspelen
| Jaar | Plaats | Discipline | Resultaat |
| ---- | ------ | ---------- | --------- |
| 1900 | Parijs | polo       | Goud      |

1900: Beresford, Daly, Keene, Mackey, Rawlinson ·
1908: C. Miller, G. Miller, Nickalls, Wilson ·
1920: Barrett, Lockett, Melvill, Wodehouse ·
1924: Kenny, Miles, Naylor, Nelson, Padilla
1936: Andrada, Cavanagh, Duggan, Gazzotti